# طفیل هستی عشقند آدمی و پری
غزلی با مطلعِ «طفیل هستی عشقند آدمی و پری» غزل شمارهٔ ۴۵۲ از دیوانِ حافظ در تصحیحِ محمد قزوینی و قاسم غنی است. 

## در اجراها
محمّدرضا شجریان در برنامهٔ شمارهٔ ۱۰۴ از مجموعهٔ گل‌های تازه این غزل را در آوازِ ابوعطا اجرا کرده‌است. 
همچنین تاج اصفهانی در برنامهٔ شمارهٔ ۱۶ از مجموعهٔ برگ سبز این غزل را در آوازِ بیات ترک اجرا کرده‌است.